# Interstate 680 (Nebraska-Iowa)
Pour les articles homonymes, voir Interstate 680.
L'Interstate 680 (I-680) est une autoroute auxiliaire de 16,49 miles (26,54 km) autour d'Omaha, dans le Nebraska et de Council Bluffs, dans l'Iowa. L'autoroute traverse diverses régions, urbaines à Omaha ou agricoles dans le Comté de Pottawattamie en passant par la rivière Missouri et sa vallée.
Jusqu'en 2019, l'I-680 formait un multiplex avec l'I-29 jusqu'au terminus ouest de l'I-880. L'I-680 empruntait celle-ci jusqu'à son terminus est actuel.

## Description du tracé

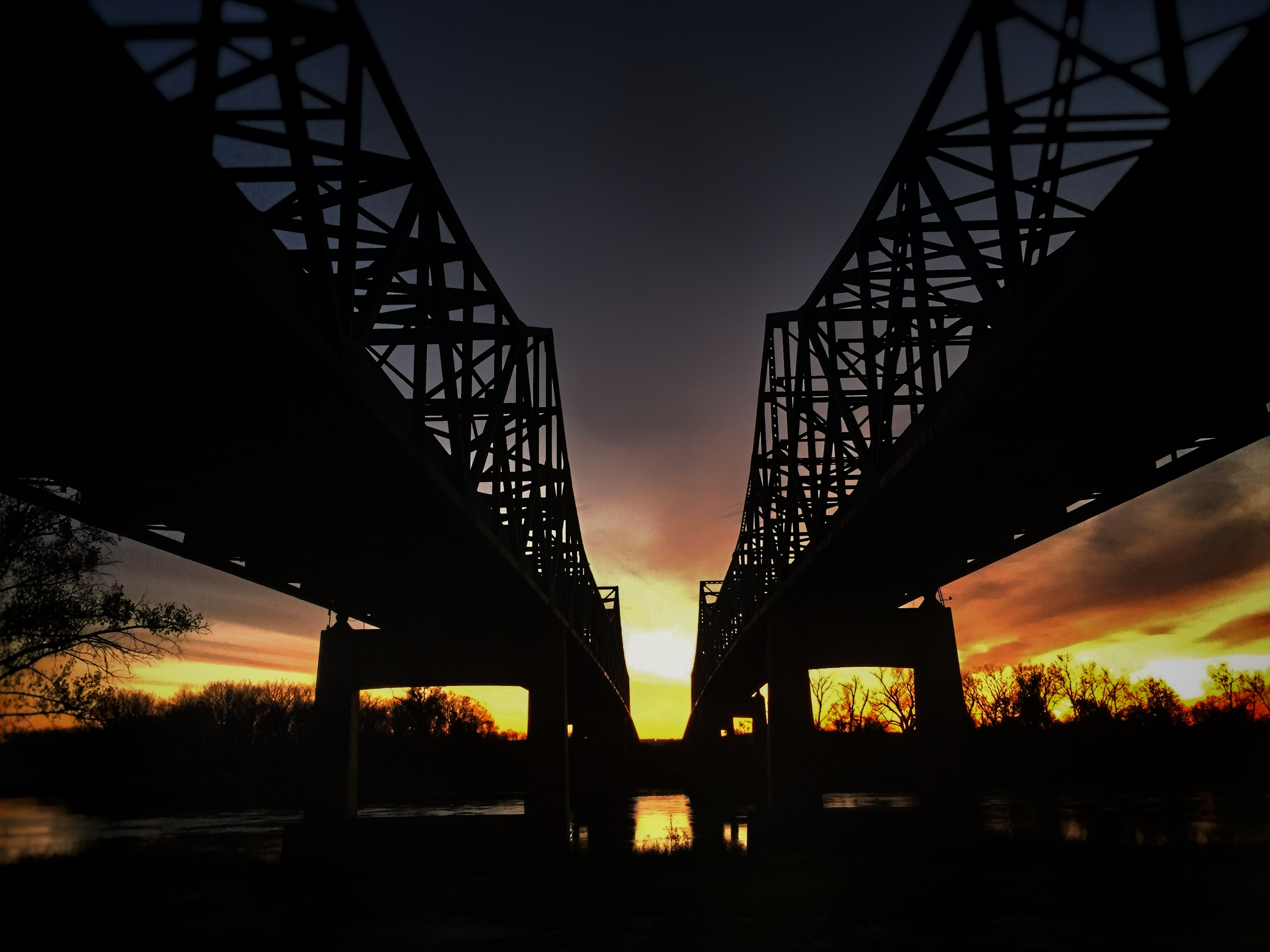
Le Pont Mormon au lever du soleil.

L'I-680 débute à un échangeur avec l'I-80 à Omaha. À partir de là, l'autoroute se dirige vers le nord à travers West Omaha. Elle sert de ligne de partage entre plusieurs quartiers résidentiels. L'autoroute rencontre quelques voies locales, puis la US 6 et la N-64.
Alors qu'elle croise la N-133, l'I-680 tourne vers l'est en direction de l'Iowa. L'autoroute croise encore quelques quartiers résidentiels pour ensuite arriver dans un paysage davantage rural. Elle croise la US 75 peu de temps avant de traverser la rivière Missouri et d'entrer en Iowa. En Iowa, l'I-680 traverse les contrebas de la vallée du Missouri pour se terminer à l'échangeur avec l'I-29, près de Crescent.

## Liste des sorties
| Interstate 680    |                   |       |       |             |                                                                        |                                                                                      |
| Comté             | Municipalité      | mi    | km    | Sortie      | Intersections / Destinations                                           | Notes                                                                                |
| Douglas, NE       | Omaha             | 0,00  | 0,00  | 446         | I-80 – Centre-ville d'Omaha, Lincoln                                   | Sortie 446 de l'I-80                                                                 |
| Douglas, NE       | Omaha             | 0,72  | 1,16  | 1           | West Center Road / I Street / US 275 / N-92 (en) (L Street) / Q Street | Pas d'entrée en direction sud; sortie direction nord vers West Center Road seulement |
| Douglas, NE       | Omaha             | 1,73  | 2,78  | 2           | Pacific Street                                                         |                                                                                      |
| Douglas, NE       | Omaha             | 2,91  | 4,68  | 3           | US 6 (West Dodge Road) – Centre-ville, Boys Town                       |                                                                                      |
| Douglas, NE       | Omaha             | 4,48  | 7,21  | 4           | N-64 (en) (Maple Street)                                               |                                                                                      |
| Douglas, NE       | Omaha             | 5,93  | 9,54  | 5           | Fort Street                                                            |                                                                                      |
| Douglas, NE       | Omaha             | 7,03  | 11,31 | 6           | N-133 (en) (Blair High Road) – Blair, Irvington                        |                                                                                      |
| Douglas, NE       | Omaha             | 9,75  | 15,69 | 9           | 72nd Street                                                            |                                                                                      |
| Douglas, NE       | Omaha             | 11,99 | 19,30 | 12          | US 75 (48th Street) vers N-36 (en)                                     |                                                                                      |
| Douglas, NE       | Omaha             | 12,94 | 20,82 | 13          | 30th Street – Aéroport Eppley                                          |                                                                                      |
| Rivière Missouri  | Rivière Missouri  | 13,32 | 21,44 | Pont Mormon | Pont Mormon                                                            | Pont Mormon                                                                          |
| Rivière Missouri  | Rivière Missouri  | 0,00  | 0,00  | Pont Mormon | Pont Mormon                                                            | Pont Mormon                                                                          |
| Pottawattamie, IA | Crescent Township | 1,10  | 1,77  | 1           | County Road                                                            |                                                                                      |
| Pottawattamie, IA | Crescent          | 3,17  | 5,10  | 3           | I-29 / CR G37 est – Council Bluffs, Crescent, Sioux City               | Indiqué sortie 3A (sud) et 3B (est); sortie 61B de l'I-29                            |
| - Accès incomplet |                   |       |       |             |                                                                        |                                                                                      |